# Шумаков, Николай Александрович
Николай Александрович Шумаков — советский хозяйственный, государственный и политический деятель, Герой Социалистического Труда.

## Биография
Родился в 1914 году в селе Островная Барнаульского уезда. Член КПСС.
С 1932 года — на хозяйственной, общественной и политической работе. В 1932—1974 гг. — учитель в Мамонтовском районе Алтайского края, красноармеец, участник Великой Отечественной войны, парторг 1-го дивизиона 95-й тяжёлой гаубичной артиллерийской бригады, партийный и советский работник в сельском хозяйстве Алтайского края, директор совхоза «Кировский» Мамонтовского района Алтайского края.
Указом Президиума Верховного Совета СССР от 8 апреля 1971 года присвоено звание Героя Социалистического Труда с вручением ордена Ленина и золотой медали «Серп и Молот».
Умер в Мамонтове в 1994 году.